# Oceanapia crassispicula
Oceanapia crassispicula är en svampdjursart som först beskrevs av Kieschnick 1896.  Oceanapia crassispicula ingår i släktet Oceanapia och familjen Phloeodictyidae. Inga underarter finns listade i Catalogue of Life.